# ریچل تیکوتین
رِیچل تیکوتین (انگلیسی: Rachel Ticotin؛ زادهٔ ۱ نوامبر ۱۹۵۸) یک هنرپیشه اهل ایالات متحده آمریکا است.

## گزیدهٔ آثار

### سینما
- دشت سوزان (۲۰۰۸)
- خواهری از سفر آرزوها ۲ (۲۰۰۸)
- چشم (۲۰۰۸)
- مردی در آتش (۲۰۰۴)
- یکی باید کوتاه بیاید (۲۰۰۳)
- مقدسین بیابان (۲۰۰۲)
- نمی‌تواند بهشت باشد (۱۹۹۹)
- هواپیمای محکومین (۱۹۹۷)
- دون خوان دی‌مارکو (۱۹۹۴)
- فروپاشی (۱۹۹۳)
- یک پلیس خوب (۱۹۹۱)
- یادآوری کامل (۱۹۹۰)
- شرایط بحرانی (۱۹۸۷)

### تلویزیون
- ان‌سی‌آی‌اس: لس‌آنجلس (۲۰۱۲)
- علف (۲۰۰۹)
- لاست (۲۰۰۶-۲۰۰۵)